# 더 유니콘스
더 유니콘즈(The Unicorns)는 니컬러스 소번 (닉 다이아몬즈)과 앨든 진저 (앨든 페너)에 의해 2000년에 결성된 캐나다 퀘백 몬트리올의 락 밴드이며, 이후인 2003년 12월에 제이미 톰슨 (잼 탕보르)가 합류했다. 2004년에 해체 선언 후, 2014년에 짧은 공연을 위해 다시 재결성되었다.

## 구성원
- 니컬러스 소번 (보컬, 기타, 베이스, 키보드) – 무대 이름 "닉 ‘닐’ 다이아몬즈” (Nick 'Neil' Diamonds)
- 앨든 페너 (보컬, 기타, 베이스, 키보드) – 무대 이름 “앨든 진저” (Alden Ginger)
- 제이미 톰슨 (드럼) – 무대 이름 “잼 탕보르” (J'aime Tambeur)

## 디스코그래피

### 앨범
- Unicorns Are People Too 자체 발매 (2003)
- Who Will Cut Our Hair When We're Gone? CD/LP (2003, 2014년 재발매)

### 싱글/EP
- Three Inches of Blood 3" CDR (2002)
- The Unicorns: 2014 CD/7" (2004)